# ماخلوتو
سمبات بورویان ارمنی: Սմբատ Բորոյան شناخته شده با نام ماخلوتو (ارمنی: Մախլուտո؛ زاده ۱۸۷۵ – درگذشته ۱۹۵۶) فرد نظامی اهل ارمنستان بود.
وی با نام اصلی سمبات بورویان به دنیا آمد تحت عنوان ژنرال سمبات نیز شناخته می شود وی یک فدایی ارمنی در جریان بود. وی همچنین به خاطر حضورش در جنگ ها در کنار ژنرال آندرانیک اوزانیان نیز شناخته می شود
سمبات در ۱۸۷۵ در شهر موش به دنیا آمد. در زمان کودک توسط والدینش برای فراگیری تحصیلات ابتدایی به صومعه کاراپت مقدس، موش فرستاده شد.در طول این دوره سمبات با مسئله ارمنی آشنا گشت.